# 川上和吉
川上 和吉（かわかみ わきち 、1905年（明治38年）2月11日 - 1973年（昭和48年）12月19日）は、日本の内務・厚生官僚、国会職員。官選和歌山県知事。

## 経歴
大阪市東区備後町出身。大阪高等学校を卒業。1927年12月、高等試験行政科試験に合格。1928年、東京帝国大学法学部を卒業。内務省に入省し、千葉県属となる。
以後、北海道庁庶務課長、内務事務官、島根県経済部長、広島県経済部長、内務省土木局道路課長、厚生省医療局次長などを歴任。
1946年6月、和歌山県知事に就任。1947年2月、同県知事選挙に出馬のため知事を辞任。第一次選挙で一位となるが法定得票数に達せず、決選投票で小野真次と戦い落選した。その後、参議院法制部長、厚生省社会保険審議会長を務めた。

## 著作
- 八木金蔵との共著『灯火管制指針』巌松堂、1938年。